# Campionato cipriota di calcio
Il campionato cipriota di calcio (in greco Κυπριακό πρωτάθλημα ποδοσφαίρου) ha come primo livello la Divisione A (in greco Πρωτάθλημα Α' Κατηγορίας).
Questa è formata da un girone all'italiana di dodici squadre. Tutte le squadre si affrontano due volte, per un totale di ventidue partite. Al termine di questa prima fase le squadre vengono divise in due gruppi di sei squadre in base alla classifica della prima fase, e con i punti conquistati: il primo raggruppamento lotta per il titolo e le qualificazioni alle competizioni europee. Le ultime tre squadre del secondo girone retrocedono.
Le squadre più titolate del massimo campionato sono l'APOEL e l'Omonia.
La vincitrice del girone delle prime sei si qualifica per il secondo turno preliminare di Champions League, mentre la seconda e la terza classificata del girone partecipano al secondo turno preliminare della UEFA Europa League. Alla medesima manifestazione partecipa anche la vincitrice della coppa nazionale, che però accede al terzo turno preliminare.

## Attuale sistema
Ai primi quattro livelli troviamo:
| Livelli | Divisioni                                                           | Divisioni                                                           | Divisioni                                                           | Divisioni                                                           | Divisioni                                                           | Divisioni                                                           | Divisioni                                                           | Divisioni                                                           | Divisioni                                                           | Divisioni                                                           | Divisioni                                                           | Divisioni                                                           | Divisioni                                                           | Divisioni                                                           | Divisioni                                                           | Divisioni                                                           | Divisioni                                                           | Divisioni                                                           | Divisioni                                                           | Divisioni                                                           | Divisioni                                                           | Divisioni                                                           | Divisioni                                                           | Divisioni                                                           | Divisioni                                                           |
| ------- | ------------------------------------------------------------------- | ------------------------------------------------------------------- | ------------------------------------------------------------------- | ------------------------------------------------------------------- | ------------------------------------------------------------------- | ------------------------------------------------------------------- | ------------------------------------------------------------------- | ------------------------------------------------------------------- | ------------------------------------------------------------------- | ------------------------------------------------------------------- | ------------------------------------------------------------------- | ------------------------------------------------------------------- | ------------------------------------------------------------------- | ------------------------------------------------------------------- | ------------------------------------------------------------------- | ------------------------------------------------------------------- | ------------------------------------------------------------------- | ------------------------------------------------------------------- | ------------------------------------------------------------------- | ------------------------------------------------------------------- | ------------------------------------------------------------------- | ------------------------------------------------------------------- | ------------------------------------------------------------------- | ------------------------------------------------------------------- | ------------------------------------------------------------------- |
| 1       | A' Katīgoria 14 club 2 retrocessioni                                | A' Katīgoria 14 club 2 retrocessioni                                | A' Katīgoria 14 club 2 retrocessioni                                | A' Katīgoria 14 club 2 retrocessioni                                | A' Katīgoria 14 club 2 retrocessioni                                | A' Katīgoria 14 club 2 retrocessioni                                | A' Katīgoria 14 club 2 retrocessioni                                | A' Katīgoria 14 club 2 retrocessioni                                | A' Katīgoria 14 club 2 retrocessioni                                | A' Katīgoria 14 club 2 retrocessioni                                | A' Katīgoria 14 club 2 retrocessioni                                | A' Katīgoria 14 club 2 retrocessioni                                | A' Katīgoria 14 club 2 retrocessioni                                | A' Katīgoria 14 club 2 retrocessioni                                | A' Katīgoria 14 club 2 retrocessioni                                | A' Katīgoria 14 club 2 retrocessioni                                | A' Katīgoria 14 club 2 retrocessioni                                | A' Katīgoria 14 club 2 retrocessioni                                | A' Katīgoria 14 club 2 retrocessioni                                | A' Katīgoria 14 club 2 retrocessioni                                | A' Katīgoria 14 club 2 retrocessioni                                | A' Katīgoria 14 club 2 retrocessioni                                | A' Katīgoria 14 club 2 retrocessioni                                | A' Katīgoria 14 club 2 retrocessioni                                | A' Katīgoria 14 club 2 retrocessioni                                |
| 2       | B' Katīgoria 16 club 4 promozioni, 2 retrocessioni dirette          | B' Katīgoria 16 club 4 promozioni, 2 retrocessioni dirette          | B' Katīgoria 16 club 4 promozioni, 2 retrocessioni dirette          | B' Katīgoria 16 club 4 promozioni, 2 retrocessioni dirette          | B' Katīgoria 16 club 4 promozioni, 2 retrocessioni dirette          | B' Katīgoria 16 club 4 promozioni, 2 retrocessioni dirette          | B' Katīgoria 16 club 4 promozioni, 2 retrocessioni dirette          | B' Katīgoria 16 club 4 promozioni, 2 retrocessioni dirette          | B' Katīgoria 16 club 4 promozioni, 2 retrocessioni dirette          | B' Katīgoria 16 club 4 promozioni, 2 retrocessioni dirette          | B' Katīgoria 16 club 4 promozioni, 2 retrocessioni dirette          | B' Katīgoria 16 club 4 promozioni, 2 retrocessioni dirette          | B' Katīgoria 16 club 4 promozioni, 2 retrocessioni dirette          | B' Katīgoria 16 club 4 promozioni, 2 retrocessioni dirette          | B' Katīgoria 16 club 4 promozioni, 2 retrocessioni dirette          | B' Katīgoria 16 club 4 promozioni, 2 retrocessioni dirette          | B' Katīgoria 16 club 4 promozioni, 2 retrocessioni dirette          | B' Katīgoria 16 club 4 promozioni, 2 retrocessioni dirette          | B' Katīgoria 16 club 4 promozioni, 2 retrocessioni dirette          | B' Katīgoria 16 club 4 promozioni, 2 retrocessioni dirette          | B' Katīgoria 16 club 4 promozioni, 2 retrocessioni dirette          | B' Katīgoria 16 club 4 promozioni, 2 retrocessioni dirette          | B' Katīgoria 16 club 4 promozioni, 2 retrocessioni dirette          | B' Katīgoria 16 club 4 promozioni, 2 retrocessioni dirette          | B' Katīgoria 16 club 4 promozioni, 2 retrocessioni dirette          |
| 3       | G' Katīgoria 16 club 3 promozioni dirette e 3 retrocessioni dirette | G' Katīgoria 16 club 3 promozioni dirette e 3 retrocessioni dirette | G' Katīgoria 16 club 3 promozioni dirette e 3 retrocessioni dirette | G' Katīgoria 16 club 3 promozioni dirette e 3 retrocessioni dirette | G' Katīgoria 16 club 3 promozioni dirette e 3 retrocessioni dirette | G' Katīgoria 16 club 3 promozioni dirette e 3 retrocessioni dirette | G' Katīgoria 16 club 3 promozioni dirette e 3 retrocessioni dirette | G' Katīgoria 16 club 3 promozioni dirette e 3 retrocessioni dirette | G' Katīgoria 16 club 3 promozioni dirette e 3 retrocessioni dirette | G' Katīgoria 16 club 3 promozioni dirette e 3 retrocessioni dirette | G' Katīgoria 16 club 3 promozioni dirette e 3 retrocessioni dirette | G' Katīgoria 16 club 3 promozioni dirette e 3 retrocessioni dirette | G' Katīgoria 16 club 3 promozioni dirette e 3 retrocessioni dirette | G' Katīgoria 16 club 3 promozioni dirette e 3 retrocessioni dirette | G' Katīgoria 16 club 3 promozioni dirette e 3 retrocessioni dirette | G' Katīgoria 16 club 3 promozioni dirette e 3 retrocessioni dirette | G' Katīgoria 16 club 3 promozioni dirette e 3 retrocessioni dirette | G' Katīgoria 16 club 3 promozioni dirette e 3 retrocessioni dirette | G' Katīgoria 16 club 3 promozioni dirette e 3 retrocessioni dirette | G' Katīgoria 16 club 3 promozioni dirette e 3 retrocessioni dirette | G' Katīgoria 16 club 3 promozioni dirette e 3 retrocessioni dirette | G' Katīgoria 16 club 3 promozioni dirette e 3 retrocessioni dirette | G' Katīgoria 16 club 3 promozioni dirette e 3 retrocessioni dirette | G' Katīgoria 16 club 3 promozioni dirette e 3 retrocessioni dirette | G' Katīgoria 16 club 3 promozioni dirette e 3 retrocessioni dirette |
| 4       | D' Katīgoria 16 club 3 promozioni dirette e 4 retrocessioni dirette | D' Katīgoria 16 club 3 promozioni dirette e 4 retrocessioni dirette | D' Katīgoria 16 club 3 promozioni dirette e 4 retrocessioni dirette | D' Katīgoria 16 club 3 promozioni dirette e 4 retrocessioni dirette | D' Katīgoria 16 club 3 promozioni dirette e 4 retrocessioni dirette | D' Katīgoria 16 club 3 promozioni dirette e 4 retrocessioni dirette | D' Katīgoria 16 club 3 promozioni dirette e 4 retrocessioni dirette | D' Katīgoria 16 club 3 promozioni dirette e 4 retrocessioni dirette | D' Katīgoria 16 club 3 promozioni dirette e 4 retrocessioni dirette | D' Katīgoria 16 club 3 promozioni dirette e 4 retrocessioni dirette | D' Katīgoria 16 club 3 promozioni dirette e 4 retrocessioni dirette | D' Katīgoria 16 club 3 promozioni dirette e 4 retrocessioni dirette | D' Katīgoria 16 club 3 promozioni dirette e 4 retrocessioni dirette | D' Katīgoria 16 club 3 promozioni dirette e 4 retrocessioni dirette | D' Katīgoria 16 club 3 promozioni dirette e 4 retrocessioni dirette | D' Katīgoria 16 club 3 promozioni dirette e 4 retrocessioni dirette | D' Katīgoria 16 club 3 promozioni dirette e 4 retrocessioni dirette | D' Katīgoria 16 club 3 promozioni dirette e 4 retrocessioni dirette | D' Katīgoria 16 club 3 promozioni dirette e 4 retrocessioni dirette | D' Katīgoria 16 club 3 promozioni dirette e 4 retrocessioni dirette | D' Katīgoria 16 club 3 promozioni dirette e 4 retrocessioni dirette | D' Katīgoria 16 club 3 promozioni dirette e 4 retrocessioni dirette | D' Katīgoria 16 club 3 promozioni dirette e 4 retrocessioni dirette | D' Katīgoria 16 club 3 promozioni dirette e 4 retrocessioni dirette | D' Katīgoria 16 club 3 promozioni dirette e 4 retrocessioni dirette |